# Sikasso (region)
Sikasso er en region i Mali. Den ligger længst mod syd i landet og grænser til regionerne Ségou og Koulikoro. Den grænser også til landene Guinea i vest, Elfenbenskysten i syd og Burkina Faso i øst.

## Administrativ inddeling
Sikasso er inddelt i syv kredse (Cercle).
| Navn       | Areal (km2) | Befolkning Folketælling 1998 | Befolkning Folketælling 2009 |  |
| ---------- | ----------- | ---------------------------- | ---------------------------- |  |
| Yanfolida  | 9.240       | 163.798                      | 211.824                      |  |
| Bougouni   | 20.028      | 307.633                      | 459.509                      |  |
| Kolondiéba | 9.200       | 141.861                      | 202.618                      |  |
| Kadiolo    | 5.375       | 130.730                      | 239.713                      |  |
| Sikasso    | 15.375      | 514.764                      | 725.494                      |  |
| Koutiala   | 8.740       | 382.350                      | 575.253                      |  |
| Yorosso    | 5.500       | 141.021                      | 211.508                      |  |

11°11′59″N 7°5′49″V / 11.19972°N 7.09694°V